# Bahía de las Islas

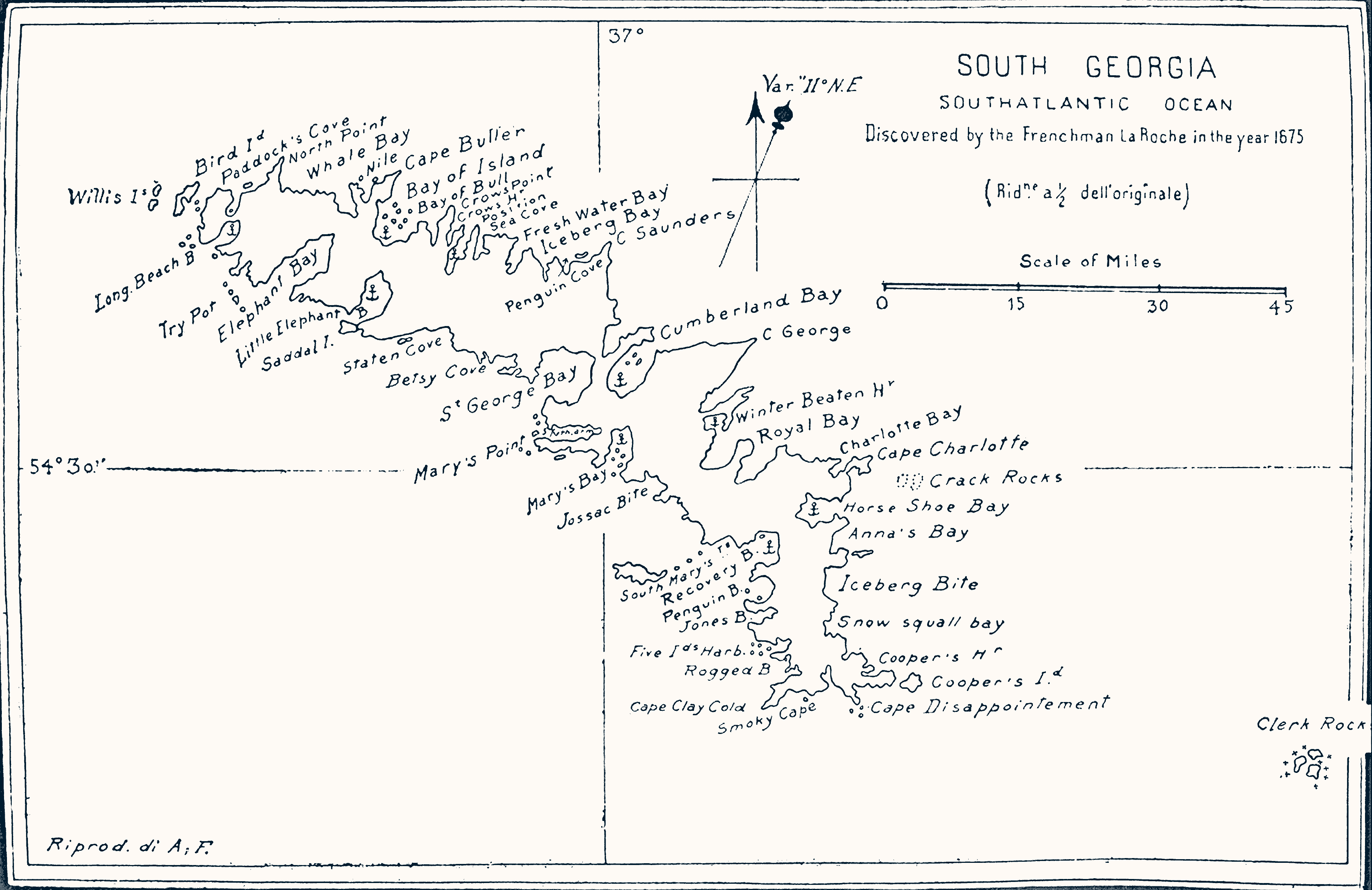
Mapa de Pendleton con la Bahía de las Islas.

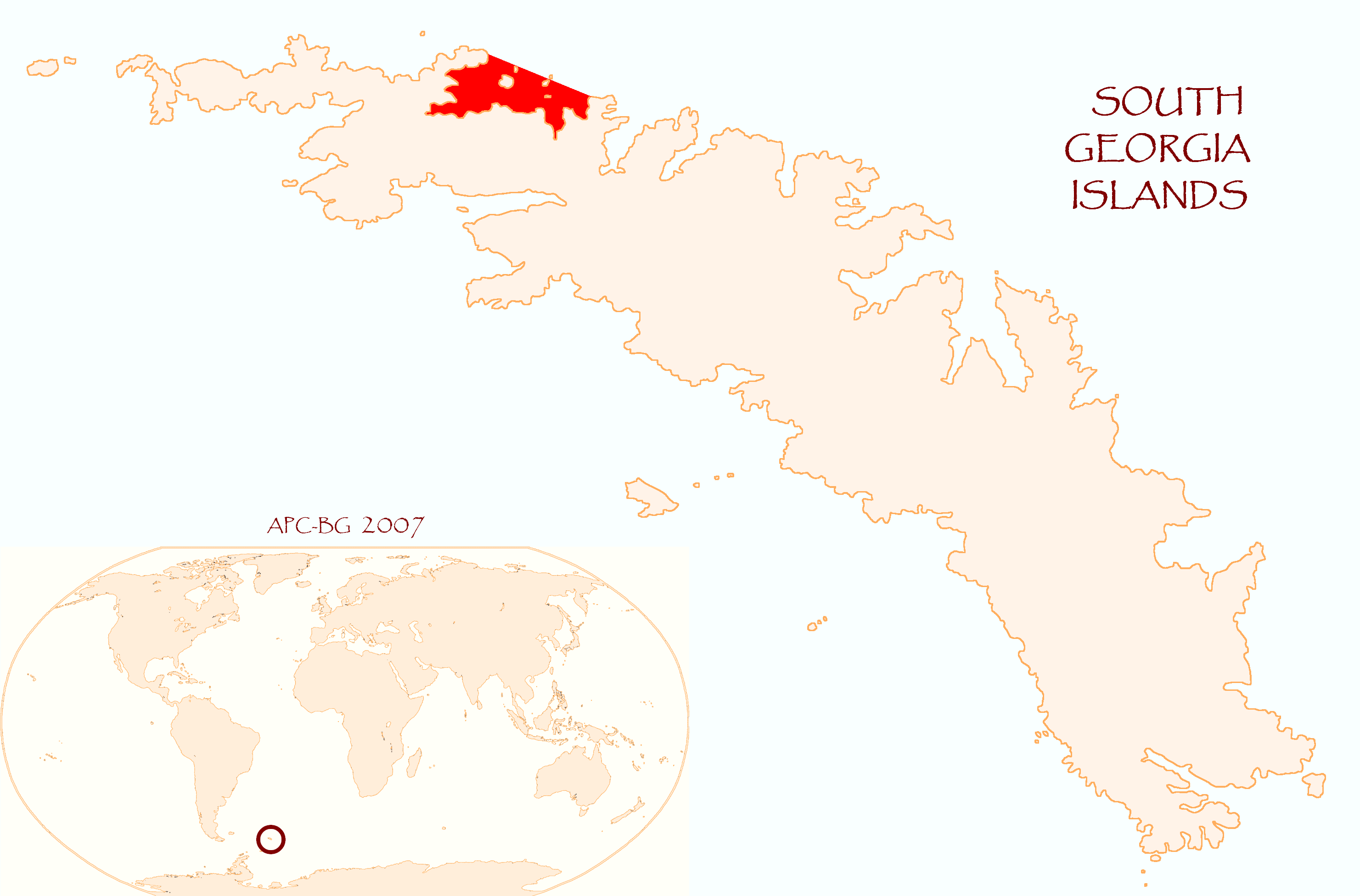
Localización

La Bahía de las Islas (en inglés: Bay of Isles) es una bahía de 14 kilómetros de ancho, situada entre el cabo Buller y el cabo Wilson a lo largo de la costa norte de la isla San Pedro (islas Georgias del Sur). Fue descubierto en 1775 por una expedición británica al mando de James Cook y llamada así por él, porque numerosas islas (al menos doce) se encuentran en la bahía. Muchas de estas islas tienen nombres de aves locales, incluyendo.:
- Isla Albatros
- Isla Media Luna
- Isla Invisible
- Isla Mollyhawk
- Isla Skua
- Isla Petrel
- Isla Prión
- Isla Tern

La zona, además de Grytviken, es una de las dos áreas de especial interés turístico de la isla. De las 31 especies de aves reproductoras de las islas Georgias del Sur, 17 se encuentran aquí.
Puerto Rosita se encuentra en la costa oeste de la bahía.